# Joachim Rädler
Joachim Rädler (* 15. November 1962) ist ein deutscher Physiker und Hochschullehrer.

## Ausbildung
Rädler studierte Physik an der Rheinischen Friedrich-Wilhelms-Universität Bonn, an der University of Cambridge und an der Technischen Universität München (TUM). Er promovierte 1993 an der TUM auf dem Gebiet der Biophysik mit einer Arbeit zum Thema Über die Wechselwirkung fluider Phospholipid-Membranen mit Festkörperoberflächen: eine Untersuchung mittels hochauflösender Mikrointerferometrie bei Erich Sackmann.

## Beruf
Rädler war von 1993 bis 1996 Postdoc an der University of California, Santa Barbara. Dort forschte er bei Cyrus Safinya über Kationische Lipid-DNA Komplexe (cationic lipid-DNA complexes). Rädler habilitierte sich an der TUM auf dem Gebiet der Experimentalphysik. Im Jahr 2000 wurde er Gruppenleiter beim Max-Planck-Institut für Polymerforschung. 2001 wurde Rädler als Professor an die Ludwig-Maximilians-Universität München (LMU) berufen. Dort leitet er den Lehrstuhl für Experimentalphysik – Weiche kondensierte Materie.

## Forschungsinteressen
Rädler forscht über Weiche Materie auf den Gebieten der Biophysik, der Physikalischen Chemie, des  Bioengineering und der Bionanotechnologie. Er untersucht die  Selbstorganisation von Lipid-Nanopartikeln der Small interfering RNA (siRNA) und der mRNA und ihrer Wechselwirkung mit lebenden Zellen. Er beschäftigt sich mit zeitaufgelösten Studien der Genexpression einzelner Zellen und der Physik der Zellmigration.
Rädler wirkte als Antragsteller, Sprecher, Leiter und Teilprojektleiter an mehreren von der Deutschen Forschungsgemeinschaft (DFG) mit, darunter
- 1998–2003: Benetzungsverhalten von Phospholipidmembranen auf rauhen und strukturierten Festkörperoberflächen
- 2002–2007: Dynamische Strukturierung absorbierter Biomoleküle auf Membran-Halbleiter-Schichten
- 2003–2006: Transport und Dynamik in dünnen festkörperverankerten Biopolymer Filmen
- 2003–2009: Synthese, Charakterisierung und Transport von Nanopartikeln (künstliche Viren) in lebenden Zellen
- seit 2012: Oberflächenstrukturen zur Kontrolle von Zellmigration
- seit 2012: Röntgenstreuung an DNA Objekten und photoschaltbaren Membranen
- seit 2012: SFB 1032:  Nanoagenzien zur raumzeitlichen Kontrolle molekularer und zellulärer Reaktionen
- 2021: Konfokalmikroskop zur 4D Abbildung von multizellulärer Struktur und Aktivität[4]

Er hat mehr als 200 Publikationen und einen h-Index von 61.

## Mitgliedschaften, Ämter, Engagement
Rädler ist seit 2001 ordentliches Mitglied des Center for NanoScience (CeNS). Er gehört zum Scientific Board des CeNS und ist dessen Sprecher.
Rädler ist Sprecher des Sonderforschungsbereiches (SFB) 1032: Nanoagenzien zur raumzeitlichen Kontrolle molekularer und zellulärer Reaktionen.
Von 2008 bis 2011 wirkte Rädler als Berater und Gastdozent für Nano-Biophysik am University College Dublin.

## Veröffentlichungen (Auswahl)
- Joachim Rädler, Matthias Rief, Günther Woehlke, Wolfgang Zinth: Biophysik, 2015, Physikdidaktik: Theorie und Praxis
- Joachim O Rädler: Structure and Phasebehavior of Cationic-Lipid DNA Complexes, 2001, Springer Netherlands
- Joachim O Rädler: Struktur und Phasenverhalten kondensierter Lipid-DNA-Komplexe, 1999
- Joachim Raedler: Interaction of DNA with Cationic Lipid Membranes, 1997, APS March Meeting Abstracts
- Joachim O. Rädler, Ilya Koltover, Tim Salditt, Cyrus R. Safinya: Structure of DNA-cationic liposome complexes: DNA intercalation in multilamellar membranes in distinct interhelical packing regimes, 1997, Science, Band 275 online
- J Rädler, H Strey, E Sackmann: Phenomenology and kinetics of lipid bilayer spreading on hydrophilic surfaces, 1995, Langmuir, Band 11
- Joachim Rädler, Erich Sackmann: Imaging optical thicknesses and separation distances of phospholipid vesicles at solid surfaces, 1993, Journal de Physique II, Band 3 online
- J Rädler, E Sackmann: On the measurement of weak repulsive and frictional colloidal forces by reflection interference contrast microscopy, 1992, Langmuir, Band 8 online
- Joachim O Rädler: Cell Migration and Gene Expression-studying single cells on artificial micro-pattern